# Mojave Ranch Estates
Mojave Ranch Estates és una concentració de població designada pel cens dels Estats Units a l'estat d'Arizona. Segons el cens del 2000 tenia 28 habitants.

## Demografia
Segons el cens del 2000, Mojave Ranch Estates tenia 28 habitants, 6 habitatges, i 6 famílies La densitat de població era de 14,6 habitants/km².
Dels 6 habitatges en un 100% hi vivien nens de menys de 18 anys, en un 83,3% hi vivien parelles casades, en un 16,7% dones solteres, i en un 0% no eren unitats familiars. En el 0% dels habitatges hi vivien persones soles el 0% de les quals corresponia a persones de 65 anys o més que vivien soles. El nombre mitjà de persones vivint en cada habitatge era de 4,67 i el nombre mitjà de persones que vivien en cada família era de 4,67.
Per edats la població es repartia de la següent manera: un 42,9% tenia menys de 18 anys, un 10,7% entre 18 i 24, un 25% entre 25 i 44, un 21,4% de 45 a 60 i un 0% 65 anys o més.
L'edat mediana era de 22 anys. Per cada 100 dones de 18 o més anys hi havia 100 homes.
La renda mediana per habitatge era de 42.917 $ i la renda mediana per família de 42.917 $. Els homes tenien una renda mediana d'11.786 $ mentre que les dones 17.188 $. La renda per capita de la població era de 8.359 $. Cap de les famílies estaven per davall del llindar de pobresa.

## Poblacions més properes
El següent diagrama mostra les poblacions més properes.